# Sinincay (parroquia de Cuenca)
La parroquia Sinincay se encuentra ubicada en el cantón Cuenca al noroeste del territorio, en la Provincia del Azuay, al sur del Ecuador. al estar cerca a la ciudad de Cuenca, este se puede considerar altamente como un “área de expansión urbana”. El clima es mayormente templado con un ambiente semi húmedo debido a su entorno montañoso. El número de habitantes en la parroquia de Sinincay según las estadísticas de INEC en 2010 es de alrededor de 16,000 habitantes.

## Límites Territoriales

#### Los límites territoriales de la parroquia son
- Al Norte: limita con la parroquia Chiquintad.
- Al Sur: con las parroquias urbanas Bellavista y El Vecino de la ciudad de Cuenca.
- Este: limita con la parroquia urbana Hermano Miguel.

- Al Oeste: con la parroquia Sayausí.

## Historia
Sinincay está localizada al noroeste de Cuenca, a seis kilómetros de distancia desde el Centro Histórico. Hasta 1852, Cuenca tuvo tres parroquias: Matriz, San Blas y San Sebastián; y, dos anejos  los cuales fueron Sinincay y Turi. El 5 de febrero de 1853 Sinincay fue declarada parroquia civil y eclesiástica.

#### El significado de "Sinincay"
los habitantes de la parroquia cuentan que Sinincay también es conocido o llamado: "quebrada honda" "agua dulce a donde bañan las doncellas" o "quebrada en dónde vive el zorro".
Esto hace referencia a las cascadas y rocas grandes en donde los turistas comúnmente vienen para apreciar las vistas y tomarse fotos.

#### Ladrilleras
Sinincay también es famosa y conocida por sus trabajos en la elaboración de ladrillos tanto en maquinaria como también hechos a mano.

## Demografía
En lo que respecta al tamaño poblacional de Sinincay. según el VII Censo de Población y VI de Vivienda realizada en  2010, se estima que Sinincay cuenta con un total de 15,859 habitantes de los cuales el 45,86% son de género masculino y el 54,11% son de género femenino. Es decir que hay una diferencia de 1,305 mujeres por encima de la población masculina.

## Costumbres

### Fiestas
Cada año en el mes de febrero se realizan las fiestas de Sinincay la cual se realiza en festejo de la parroquización del mismo. Dentro de este festejo se realizan varias actividades, entre ellas están los desfiles con invitados de cuenca y otras parroquias vecinas, diversidades de platos típicos, música y baile.

### Actividades
Además de las ladrilleras, dentro de la ciudad también se dedican a otras actividades como la creación de objetos artesanales tales como esculturas de mármol , sombreros de paja y algunas otras actividades clásicas de la provincia.

### Las Mingas
la palabra "minga" proveniente de la palabra mengana la cual es una palabra Cañari que significa "convocar" "reunir" "juntar". Esta es una costumbre local y tradicional de profundo sentido comunitario, pues los vecinos se reúnen para realizar cualquier trabajo, mancomunadamente, de una forma ordenada y sin retribución económica.